# Chýstovice
Chýstovice település Csehországban, a Pelhřimovi járásban. Chýstovice Čechtice, Chyšná, Martinice u Onšova, Košetice és Křešín településekkel határos. Lakosainak száma 44 fő (2024. január 1.).

## Népesség
A település lakosságának változását az alábbi diagram mutatja:
| Lakosok száma | 327  | 269  | 324  | 145  | 93   | 24   | 32   | 35   | 39   | 44   |
|               | 1869 | 1900 | 1921 | 1961 | 1980 | 2011 | 2016 | 2019 | 2021 | 2024 |